# Georges Romas
Georges Edouard Jean Romas alternativ auch Georges Edouard Jean Romer (* 17. Dezember 1878 in Brüssel; † nach 1900) war ein belgischer Wasserballspieler.
Er spielte beim Club de Natation de Bruxelles, welcher zum Vertreter Belgiens bei den Olympischen Sommerspielen 1900 gewählt wurde. Im olympischen Turnier schaffte es das Team nach einem 2:0- und einem 5:1-Sieg gegen die Teams Pupilles de Neptune de Lille I und Libelulle de Paris, beide für Frankreich angetreten, bis in das Finale, in dem sie mit 2:7 gegen den Osborne Swimming Club aus Manchester verloren, welcher Großbritannien repräsentierte, und damit die Silbermedaille gewannen.